# Fernando de Andreis (político)
Fernando de Andreis (La Plata, 18 de abril de 1886- Buenos Aires, 5 de septiembre de 1942) fue un abogado y político argentino. Sirvió cinco mandatos como diputado nacional (1920-1924, 1924-1928, 1930, 1932-1934, y 1934-1938) en representación del Partido Socialista y luego por el Partido Socialista Independiente, al que acompañó en su fundación en 1927.

## Biografía
De Andreis nació en la ciudad de La Plata en 1886, en el seno de la familia conformada por Fernando y Carmen Carossio, ambos inmigrantes italianos residentes en la Argentina. Estudió abogacía en la Facultad de Derecho de la Universidad de Buenos Aires, de la que se recibió en 1909.
Se afilió al Partido Socialista en febrero de 1910 y lo designaron miembro suplente del Comité Ejecutivo del PS, el Congreso del partido que tuvo lugar en Buenos Aires en diciembre de ese año.
Es elegido diputado nacional en 1920, renovando su mandato en 1924 por el PS, y ya en 1928 y 1930 por el Partido Socialista Independiente. 
En el año 1927, el bloque socialista del Congreso queda dividido en torno al debate por la intervención de la provincia de Buenos Aires, gobernada por el yrigoyenista Valentín Vergara.
En 1928 renueva su mandato como diputado nacional por el PSI. En marzo de 1930 vuelve a ser electo como diputado nacional, luego del arrollador triunfo del PSI en la Capital Federal. Aunque su mandato dura poco tiempo en consecuencia del golpe de Estado del 6 de septiembre de 1930, que disolvió el Congreso Nacional.
En 1931, De Andreis formó parte de la alianza electoral conocida como la Concordancia, de la que participaba el Partido Demócrata Nacional, la Unión Cívica Radical Antipersonalista y el PSI. En esos comicios, fue elegido como diputado nacional en esas elecciones de 1931, con mandato hasta 1934. 
En 1934, De Andreis es reelegido como diputado nacional en una lista en conjunto de la Concordancia, que combinaba a los candidatos demócratas nacionales y los socialistas independientes, con mandato hasta 1938.
Falleció en Buenos Aires el 5 de septiembre de 1942. 
Su nieto Fernando de Andreis es dirigente del PRO y ocupó el cargo de Secretario General de la Presidencia de la Nación entre el 10 de diciembre de 2015 y el 10 de diciembre de 2019, durante la presidencia de Mauricio Macri.